# 유타 모놀리스
유타 모놀리스(영어: Utah monolith)는 미국 유타주의 샌환군 북쪽에 있는 한 협곡의 붉은색 사암 위에 세워져 있던 금속 기둥을 일컫는 말이다. 기둥의 높이는 3m로 삼각기둥 모양으로 만들어졌다. 2016년 7월부터 10월까지 관유지에 불법으로 세워져 있었다. 2020년 11월, 주 생물학자들이 헬리콥터로 큰뿔양의 상태를 확인하려다가 발견되었다.
며칠 만에 일반인들이 GPS 지도 소프트웨어를 이용하여 기둥을 발견하고 외진 곳으로 갔다. 만든 사람이나 이유는 알려지지 않았다. 언론의 집중을 받은 이후에 2020년 11월 27일에 신원 미상의 남성 4명이 이를 은밀하게 제거하였다. 비슷한 모양의 금속 기둥의 북아메리카의 다른 곳과 유럽, 남아메리카의 국가를 포함해 전세계의 여러 곳에서 나타났다.

## 같이 보기
- 장소 특정적 미술